# Angylocalyx oligophyllus
Angylocalyx oligophyllus là một loài thực vật có hoa trong họ Đậu. Loài này được (Baker) Baker f. miêu tả khoa học đầu tiên.